# سفارة أوكرانيا في المكسيك
سفارة أوكرانيا في المكسيك هي أرفع تمثيل دبلوماسي لدولة أوكرانيا لدى المكسيك. تقع السفارة في مدينة مكسيكو وهي تهدف لتعزيز المصالح الأوكرانية في المكسيك.

## وصلات خارجية
- الموقع الرسمي
- قائمة سفارات أوكرانيا
- قائمة السفارات في المكسيك